# Süe Su-su
Süe Su-su (čínsky pchin-jinem Xuē Sùsù, znaky 薛素素; kolem 1564 – kolem 1650) byla čínská kurtizána, počítaná mezi „osm velkých mingských kurtizán“ pozdněmingského období, za vlády císařů Wan-liho a Čchung-čena. Vynikala v malířství, zejména figurální malbě, a básnictví, byla obdivována pro svou dovednost v jízdě a střelbě. Žila na východě Číny, v Če-ťiangu a Ťiang-su. Po kariéře slavné kurtizány se několikrát vdala, manželství však nikdy nevydržela dlouho. V závěru svého dlouhého života se obrátila k buddhismu.

## Život
Süe Su-su se narodila v Su-čou nebo Ťia-singu, už soudobé zdroje se v tom rozcházejí. Podle historika Čchien Čchien-iho část dětství strávila v Pekingu. Jako kurtizána žila v 80. letech 16. století v obvodu Čchin-chuaj v Nankingu, kde v prostředí kurtizán a literátů a úředníků je navštěvujících získala postavení slavné celebrity. Z pozice slavné kurtizány si mohla dovolit vybíravost, jejím nárokům na partnera vyhověli pouze vzdělaní a učení literáti, nedávala svou přízeň za pouhé peníze, takže její obdivovatelé mohli utratit tisíce liangů (desítky kg) stříbra aniž by z toho měli nějaký užitek.
V 90. letech 16. století se vrátila do Pekingu, kde její večírky a literární setkání, stejně jako lukostřelecké soutěže, ještě zvýšily její slávu. Sama o sobě mluvila jako o „potulném rytíři“ (jou-sia), říkala si podle slavné válečnice minulosti; a vybrala si přezdívku Wu-lang (五郎, doslova „pátý družiník“). „Potulná rytíř(ka)“ ji říkali i bibliofil Chu Jing-lin a Fan Jü-lin, tajemník na ministerstvu vojenství. Zjevně měla ráda vojenství a využívala svého postavení k ovlivňování vojenských záležitostí, například při jedné příležitosti opustila svého milence Jüan Pao-teho, když odmítl financovat výpravu proti Japoncům v Koreji.
Někdy po roce 1605 ukončila svou kariéru kurtizány a vdala se za spisovatele a úředníka Šen Te-fua. Byla vdaná několikrát, přičemž manželství se uzavírala z její iniciativy, ale žádný svazek nevydržel delší dobu. Kromě Šen Te-fua se vdala také za generála Li Chua-lunga, uměleckého kritika Li Ž’-chua a později jistého obchodníka ze Su-čou. Přestože chtěla děti, nikdy žádné neměla.
Ke konci života konvertovala k buddhismu a žila v ústraní. Dokonce i ve svých osmdesátinách, již po zániku mingského státu, však byla stále literárně aktivní, ve svém domě u Západního jezera bavila umělkyně jako Chuang Jüan-ťie a I Lin. Se svou buddhistickou přítelkyní Jang Ťiang-c’ (sestrou kolegyně-kurtizány Liou Žu-š’) se vydala na poutě na posvátné hory, jako Lu-šan a E-mej-šan. Datum její smrti je nejisté, některé zdroje naznačují, že mohla žít ještě v 50. letech 17. století, zatímco jiné kladou její smrt do konce 30. nebo začátku 40. let. Čchien Čchien-i o ní jako o již mrtvé mluví v práci vydané roku 1652, takže musela zemřít někdy před tímto datem.

## Umění

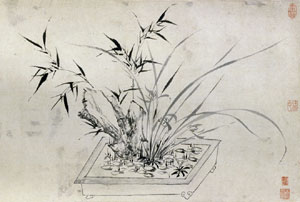
Süe Su-su: Lan ču sung mej tchu („Orchidej, bambus, borovice a švestka“)

Uznávaná malířka už v mládí, se proslavila svým uměleckým talentem. Její práce byly srovnávány s díly Čchen Čchuna. jedna z jejích maleb byla považována za „nejuznávanější dílo svého druhu v celém mingském období“, a soudobí kritici oceňovali její „mistrovskou techniku“. Chu Jing-lin ji měl za vynikající malířku, které se stěží někdo vyrovná a prohlašoval, že „v malbě bambusu a orchidejí překonává kohokoliv“. Obdivoval ji i slavný malíř a kritik Tung Čchi-čchang; který soudil, že „žádná [z jejích maleb] nepostrádá úmysl a ducha, blížícího se k božskému“. Ačkoliv malovala obvyklé žánry, krajiny, květiny (zvláště orchideje), je známá především svými figurálními obrazy, což byl – ve srovnání s tvorbou jiných kurtizán – neobvyklé. Její práce vlastní řada muzeí v Číně, ale i Honolulu Museum of Art a San Francisco Asian Art Museum.
Süe pravidelně doplňovala své malby vlastními básněmi a publikovala dva svazky prózy a poezie, z nichž se jeden zachoval. Chua suo š’ (花瑣事) je sbírka krátkých esejů a anekdot o různých květinách, zatímco ztracená Nan jou cchao (南游草) zřejmě obsahovala výběr jejích básní týkajících se jejího života kurtizány. Řadu z nich převzaly různé pozdě mingské a raně čchingské antologie. Podle Chu Jing-lina „její poezie, třebaže postrádající volnost, ukazuje talent vzácný mezi ženami“. Süe si často vyměňovala básně a obrazy se svými klienty, za jejich umělecká díla.
Přestože vynikala v poezii, malbě a vyšívání, dovedností, kterou se odlišila od ostatních kurtizán a vytvořila kolem ní kult celebrity, byl její talent pro lukostřelbu. Její zvládnutí tradičně mužského umění jí dělalo zvláště přitažlivou pro tehdejší literáty. Provozovala ji v Pekingu jako dítě, a rozvíjela své dovednosti během pobytu ve společnosti důstojníků v odlehlých regionech Číny. Jezdci místních kmenů tam byli ohromeni její střelbou, čímž se stala místní celebritou. Později veřejně předváděla své dovednosti v Chang-čou, za velkého zájmu publika.